# Heliophobius argenteocinereus
Heliophobius argenteocinereus är ett däggdjur i familjen mullvadsgnagare och den enda arten i sitt släkte. Det svenska trivialnamnet silverbläsråtta förekommer för arten.

## Utbredning och habitat
Arten lever i östra Afrika. Utbredningsområdet sträcker sig från södra Kenya över Tanzania och Malawi till Zambezifloden i Moçambique. Västerut sträcker sig området till sydöstra Kongo-Kinshasa och centrala Zambia.
Heliophobius argenteocinereus vistas i olika habitat som gräsmarker, savanner med några buskar och träd, öppna skogar och klippiga regioner. Jorden där den gräver sina tunnlar kan vara sandig eller hård.

## Utseende
Denna mullvadsgnagare når en kroppslängd (huvud och bål) mellan 10 och 20 cm och en vikt omkring 160 gram. Svansen är med 1,5 till 4 cm längd bara en liten stubbe och täckt med styva hårfransar. Pälsen på ryggen har en grå till rödaktig färg och på buken är håren vanligen något ljusare. En vit fläck på framsidan och vita punkter på buken kan finnas hos vissa individer. Ögonen och yttre öron och mycket små. Framtänderna är däremot mycket stora.

## Ekologi
Djuret lever i underjordiska bon som den gräver med sina framtänder och fötter. Boet består av en cirka 47 meter lång huvudtunnel, en huvudkammare och flera sidogångar. Kammaren har en diameter på 8 till 10 cm och ligger oftast 30 cm under markytan. För lagring av föda och för avföring finns särskilda platser i tunnelsystemet. Enligt nyare studier ändras tunnelsystemets utseende och utriktning varje år. Arten riktar sig troligen efter jordens magnetfält när den ändrar gångarna.
Heliophobius argenteocinereus äter främst underjordiska växtdelar som rötter och rotfrukter. Ibland kommer den upp till markytan men där är faran hög att den upptäcks av ett rovdjur.
Utanför parningstiden är individerna mycket aggressiva mot varandra. Angående fortplantningssättet saknas data. Hos de få honor som blev undersökta varade dräktigheten omkring 87 dagar och sedan föddes en till fyra ungar (vanligen två eller tre). Nyfödda ungar är nakna och blinda. De väger omkring 7 gram. En individ levde två år i fångenskap och sedan ett år till i naturen.

## Status
Djuret bekämpas i några områden som skadedjur på odlade växter och den fångas även för köttets skull. Beståndet anses vara stabilt och dessutom är utbredningsområdet jämförelsevis stort. IUCN listar arten därför som livskraftig (LC).